# The Foreshadowing
The Foreshadowing – włoski zespół grający gothic metal/doom metal. Powstał on w Rzymie w 2005. Pod koniec 2006 został wydany ich pierwszy album Days of Nothing. W 2007 grupa podpisała kontrakt z wytwórnią płytową Candlelight Records.

## Obecny skład zespołu
- Marco I. Benevento – wokal (od 2005)
- Alessandro Pace – gitara (od 2005)
- Andrea Chiodetti – gitara (od 2005)
- Francesco Sosto – klawisze, dodatkowe wokale (od 2005)
- Francesco Giulianelli – bas (od 2010)
- Jonah Padella – perkusja (od 2005)

## Dyskografia
- Days of Nothing (2006, LP)
- Oionos (2010, LP)
- Second World (2012, LP)